# Dialysépale

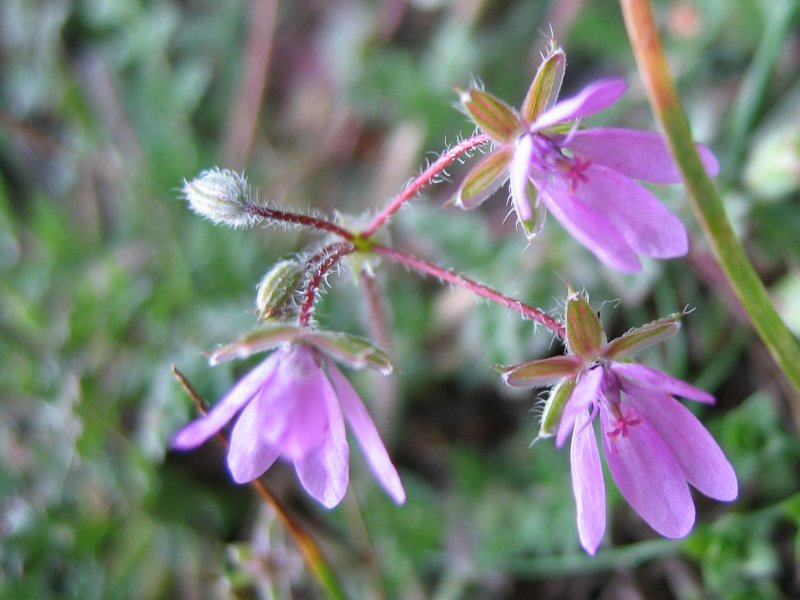
Calice dialysépale d’Erodium cicutarium.

Une fleur est dialysépale quand ses sépales ne sont absolument pas soudés, même pas à leur base, en un tube, au contraire des fleurs gamosépales.
La dialysépalie est un caractère purement descriptif, et n'a pas de valeur taxonomique dans l'optique phylogénétique, mais a été amplement utilisé en classification classique. On note cependant que la gamosépalie et la réduction des pièces florales sont considérées souvent comme plus évoluées, assurant une meilleure protection des organes de la reproduction.